# I natt ska marken skälva
I natt ska marken skälva är den svenska etnopopgruppen Sareks tredje album. Utgivet 2008.

## Låtlista
1. Skymning (Intro)
2. I natt ska marken skälva
3. Magiska sekunder
4. Lilla barn
5. Genom drömmar
6. Låt mig vara
7. Du får ännu mitt hjärta att slå
8. Pärlorna i mörkret
9. Skäl
10. Sjunger för dig
11. Ädelsten och guld
12. Längtan till vidderna (Outro)

### Fotnoter
1. ↑  ”Svensk mediedatabas”. http://smdb.kb.se/catalog/id/002441703. Läst 24 juni 2011.